# Masao Adachi
Masao Adachi (足立正生?, Adachi Masao; Tobata, 13 maggio 1939) è un regista e sceneggiatore giapponese, ex membro del Fronte Popolare per la Liberazione della Palestina e dell'Armata Rossa Giapponese.

## Biografia
È nato il 13 maggio 1939 a Tobata, nella prefettura di Fukuoka. Nel 1959 entra nel dipartimento di cinematografia dell'Università Nihon, dove fonda alcuni club cinematografici.
Con i primi film sperimentali, Ciotola (1961) e Vagina serrata (1963), partecipa ad alcuni festival del cinema indipendente e comincia ad attirare l'attenzione della critica. Nel 1964, insieme a Takahiko Iimura, Koichiro Ishizaki, Nobuhiko Obayashi, Yoichi Takabayashi, Kenji Kanesaka, Shigeomi Sato e Donald Richie ha formato il gruppo di produzione e proiezione di film sperimentali "Film Independent". Dopo aver abbandonato l'Università Nihon è entrato a far parte della Wakamatsu Productions, uno studio indipendente fondato da Kōji Wakamatsu. In seguito dirige alcuni pink eiga che esplorano le deviazioni sessuali e l'emergere della nuova sinistra giapponese, tra cui Aborto procurato (1966) e La guerriglia delle studentesse (1969). Per lo stesso studio ha scritto numerose sceneggiature di film softcore, spesso diretti da Wakamatsu. Ha collaborato anche alle sceneggiature di alcuni film di Nagisa Ōshima.
Sulla via del ritorno dal Festival di Cannes del 1971 si reca in Palestina insieme a Wakamatsu. Ispirandosi al Fronte Popolare per la Liberazione della Palestina, ha realizzato il film militante Armata Rossa/FPLP: Dichiarazione di guerra mondiale. Nel 1974 si unisce all'Armata Rossa Giapponese guidata da Fusako Shigenobu ed è sottoposto a mandato di cattura internazionale. Nel 1997 è arrestato in Libano e condannato a tre anni di carcere per falsificazione di documenti. Dopo aver scontato la pena, nel marzo 2000 è stato rimandato in Giappone.
Nel 2007 ha diretto Prigioniero - terrorista, che rievoca i suoi trascorsi nell'Armata Rossa Giapponese. Del 2016 è Il digiunatore, presentato alla sezione Deep Focus del 45° Rotterdam International Film Festival. Nel settembre 2022 esce Revolution+1, un film sull'assassinio di Shinzō Abe.

## Filmografia

### Regista
- Ciotola (椀), 1961
- Vagina serrata (鎖陰), 1963
- Aborto procurato (堕胎), 1966
- La rivoluzione del contraccettivo (避妊革命), 1967
- Galassia (銀河系), 1967
- Zona sessuale (性地帯 セックスゾーン), 1968
- Gioco sessuale (性遊戯), 1968
- La guerriglia delle studentesse (女学生ゲリラ), 1969
- A.K.A. Serial Killer (略称・連続射殺魔), 1969
- Donna ribelle: inferno di sogno (叛女・夢幻地獄), 1970
- Gushing Prayer (噴出祈願 十五代の売春婦), 1971
- Armata Rossa/PFLP: Dichiarazione di guerra mondiale (赤軍PFLP・世界戦争宣言), 1971
- Prigioniero - terrorista (幽閉者 テロリスト), 2007
- Il digiunatore (断食芸人), 2016
- Revolution+1, 2022

## Opere letterarie
- Eiga e no senryaku, Shōbunsha, 1974
- con Go Hirasawa, Eiga/Kakumei, Kawade Shobo Shinsha, 2003. ISBN 9784309266121
- con Takeshi Yamaguchi, Hei no naka no sen'yaichiya: Arabu gokuchūki, Aikusha, 2005. ISBN 9784750002323
- Le Bus de la révolution passera bientôt près de chez toi. Ecrits sur le cinéma, la guérilla et l'avant-garde, Rouge Profond éditeur, 2012. ISBN 9782915083521